# 康誥 (明朝)
康誥（16世紀—16世紀），字宗周，號寅湖，前軍都督府福建都司汀州衛籍福建汀州府長汀縣人，明朝政治人物。

## 生平
康誥是嘉靖四十年（1561年）辛酉科順天鄉試舉人，授和州知州，勤於民事，勵志守法，增設六門月城及疏通城濠，荒年拿出倉穀賑災，工役多賴以全活，又在地方興辦文教、修輯州志、重刻秩官題名碑記，陞南安同知，有文學名聲；他曾為張居正兒子教師，出仕時從不談及此事，人們都佩服其介節。

## 引用
1. 1 2  同治《汀州府志·卷三十·人物》：康誥 號寅湖，長汀人，嘉靖辛酉順天舉人，守和州及佐南安郡皆有政聲，初誥為張居正子師，及筮仕絕無一字及政府，人咸服其介節。
2. ↑  同治《汀州府志·卷二一·選舉一》：舉人 明……嘉靖四十年 辛酉 趙秉忠榜 長汀 康誥 汀州府衛籍，順天中式，有傳
3. ↑  光緒《直隸和州志·卷十三·職官志》：康誥，字瀛湖，汀州衛舉人，隆慶五年知和州，勤民事，勵志官箴，增設六門月城，兼濬城濠，歲饑出倉穀以給，工役多賴全活，興文教、修州志、重刻列秩題名碑記。
4. ↑  乾隆《南安府志》·卷八·職官中：同知 明……康誥 字宗周，汀州人，舉人，有文學